# Вкладка

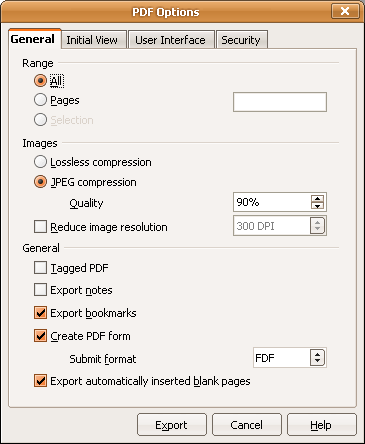
Приклад вкладок у OpenOffice.org

Вкладка (англ. tab) — елемент графічного інтерфейсу користувача (ГІК), що дозволяє переключатися між декількома документами або ж панелями в межах одного вікна. В певний момент часу на виділеному для відображення просторі відображається вміст лише однієї вкладки. Переміщення між вкладками здійснюється через натиснення мишею на відповідних випуклостях, які знаходиться переважно зверху вікна горизонтально. Існують варіанти вертикального розміщення вкладок.
Вперше вкладки з'явилися у 1988 році у текстовому редакторі Gosling Emacs для віконної системи NeWS. І практично ж з того часу вкладки почали з'являтися у різноманітних веббраузерах. 
Для переходу між вкладками у вікні можна використовувати клавіші Ctrl+ Tab.